# Siegfried Moos
Siegfried Moos (* 19. April 1904 in München; † 1988) war ein deutsch-britischer Wirtschaftswissenschaftler.

## Leben und Tätigkeit
In der Zeit der Weimarer Republik betätigte Moos sich in der Kommunistischen Partei Deutschlands. Für diese tat er sich als Theoretiker des revolutionären Theaters hervor, ein Thema, über das er zahlreiche Beiträge in Zeitschriften wie Arbeiterbühne und Film veröffentlichte. Zudem galt er als einer der bedeutendsten Theoretiker und zugleich schärfsten Kritiker der Agitproptruppenbewegung.
Nach dem Machtantritt der Nationalsozialisten ging Moos als Emigrant nach Großbritannien und war dort bis 1937 Sekretär einer Exilgruppe der KPB in Großbritannien, bevor er sich in diesem Jahr von der Partei abwandte. Danach wurde er Forscher am Institute of Statistics der Oxford University, wo er sich wirtschaftswissenschaftlichen Studien widmete.
Von den Nationalsozialisten wurde Moos nach seiner Emigration als Staatsfeind eingestuft: Um 1937 wurde er offiziell in Deutschland ausgebürgert. Im Frühjahr 1940 setzte das Reichssicherheitshauptamt in Berlin ihn auf die Sonderfahndungsliste G.B., ein Verzeichnis von Personen, die im Falle einer erfolgreichen deutschen Invasion Großbritanniens durch die Sonderkommandos der SS-Einsatzgruppen mit besonderer Priorität ausfindig gemacht und verhaftet werden sollten.
Nach dem Zweiten Weltkrieg wurde Moos Dozent (Lecturer) für Wirtschaft und Statistik an der University of Durham. Von 1966 bis 1970 fungierte Moos als Berater der Regierung von Harold Wilson in Wirtschaftsfragen.

## Familie
Moos war mit der Dichterin Lotte Moos, geb. Jacoby (1909–2008) verheiratet, mit der er eine Tochter hatte.

## Schriften
- A Pioneer of Social Advance: William Henry Beveridge 1879-1963, 1963.